# Hanoch Levin
Pour les articles homonymes, voir Levin.
 (décembre 2016).
Si vous disposez d'ouvrages ou d'articles de référence ou si vous connaissez des sites web de qualité traitant du thème abordé ici, merci de compléter l'article en donnant les références utiles à sa vérifiabilité et en les liant à la section « Notes et références ».
Hanokh Levin (en hébreu : חנוך לוין) est un dramaturge et metteur en scène israélien, né dans la banlieue de Tel-Aviv en Palestine mandataire, le 18 décembre 1943, et mort des suites d’un cancer le 18 août 1999 en Israël.

À propos de son œuvre, Nurit Yaari, professeur à l'université de Tel Aviv déclare : 

« L'œuvre théâtrale de Hanokh Levin est imprégnée d'une critique virulente de la réalité politique, sociale et culturelle de l'État d'Israël. Avec une acuité hors du commun, Levin n'a cessé d’interpeller ses concitoyens contre les conséquences nuisibles d'une occupation durable des territoires conquis[source insuffisante]. »

## Biographie

### Jeunesse
Hanokh Levin naît en 1943 de Malka et Israel Levin, qui ont émigré en Palestine mandataire en 1935 depuis Łódź, en Pologne. Issu d’une famille profondément religieuse, descendante d’une lignée de rabbins hassidiques de Pologne, Levin reçoit une éducation stricte et conventionnelle. Il grandit dans le quartier Neve Sha'anan (en) au sud de Tel-Aviv, où son père tient une modeste épicerie. Dans les années 1950, son frère David, qui est de neuf ans son aîné, travaille comme metteur en scène assistant au Cameri Theater. Adolescent, il poursuit ses études au lycée religieux Zeitlin (Tel-Aviv). Hanokh n’a que douze ans lorsque son père meurt. Pour aider sa famille, il est obligé d’abandonner ses études. Il suit les cours du soir de l’école artistique Ironi Aleph alors que le jour il travaille comme coursier. C’est à ce moment qu’il intègre un club dramatique et incarne Michal, dans Fille de l’âme de Aharon Ashman.
Dans les années 1960, Levin vit dans un Israël marqué par les clivages. Entre natifs du pays et nouveaux immigrants. Entre riches et pauvres. Entre Séfarades et Ashkénazes. Entre Juifs et Arabes. Certains de ces clivages s’aggravent après la Guerre des Six Jours, époque à laquelle Levin fait ses débuts comme auteur dramatique. L’ambiance hors normes de Tel-Aviv, dans laquelle Levin a baigné enfant et adolescent, sera la base de son inspiration.

### Parcours académique
Après avoir accompli son service militaire obligatoire comme agent de transmissions, Hanokh entreprend des études de philosophie et de littérature hébraïque à l’université de Tel-Aviv (1964-1967). En 1965 il rejoint la rédaction du journal Dorban, un des deux journaux d’étudiants. Certains extraits de ses écrits de cette époque seront remaniés et intégrés dans son œuvre écrite. Par exemple : Une ode blindée pour homme soldat et femme de juin 1966 a été remanié et publié après la Guerre du Liban en 1982 sous le titre Aigle noir et toit rouge.
Pendant ses études universitaires, Levin adhère au Parti communiste d'Israël, où il rencontre Danny Tracz, auteur dramatique de la jeunesse gauchiste. L’amitié et la complicité qui se développent entre eux persistera bien au-delà de leurs soirées d’étudiants.

### Parcours artistique

#### Premiers écrits
En 1967, Levin publie un poème intitulé Birkot ha-Shahar (les bénédictions du matin des Juifs). Ce texte est applaudi par la critique. Ce poème sera repris plus tard dans son livre La vie des morts. Le principal quotidien israélien Haaretz publie ses récits Dina bornée (1966) et Pashishpash (1971). À l’invitation de Meir Wieseltier, il publie en 1971 des récits et des poèmes dans le journal littéraire Point d’Exclamation: Le monde des Sycophantes en 1973, Un bossu trouve une prostituée en 1976, La vie des morts en 1981, et autres.
Avec la pièce radiophonique Capturez l’espion, Levin remporte en 1967 le premier prix du concours organisé par la radio nationale Kol Israel. À la suite du succès de la première diffusion, cette pièce fut rediffusée plusieurs fois sous l’impulsion de son frère David. En 1969, Levin en fait une traduction anglaise qui remporte le premier prix d’un concours de drames radiophoniques organisé en Italie [?].

#### Œuvre dramatique
Dans la période 1967-1970, Levin se consacre principalement à l’écriture de satires politiques. En mars 1968 il prépare avec Edna Shavit (en) — professeur d’art dramatique à l’université de Tel-Aviv — un spectacle au titre provocateur de Toi, moi et la prochaine guerre. Quatre étudiants, Shavit-Bat-Sheva Zeisler, Shifra Milstein, Gad Keynar et Rami Peleg montent le spectacle au club Bar-Barim de Tel-Aviv. Danny Tracz en est le producteur. Ensuite, Levin écrit une autre satire intitulée Ketchup. Dès mars 1969, cette pièce est ensuite jouée sous la direction de son frère David dans les caves du cabaret satirique de Tel-Aviv. Dans ces deux œuvres, Levin se moque du pathos de Tsahal, l’armée israélienne. Comme aussi dans Discours de célébration de la guerre de Onze-Minutes où il tourne en dérision le discours du général Shmuel Gonen (en) à l’issue de la guerre des Six Jours. Les politiques ne sont pas en reste avec Pourparlers de paix au Proche Orient ainsi que la macabre présentation du deuil des familles dans Quartiers d’un cimetière.
La nature subversive du propos des pièces Toi, moi, et la prochaine guerre ainsi que Ketchup suscite des critiques que l’on pourrait qualifier de « politiques ». Ces critiques prennent cependant une autre dimension à la sortie de La Reine de la salle de bain. Produite au Cameri Theater en avril 1970, cette pièce mise en scène par son frère David, est très controversée en raison de la vulgarité et de la provocation avec laquelle Hanokh traite son sujet. Notamment dans une scène où Isaac demande à Abraham de l’égorger. Ou dans une autre où il se moque de la volubilité arrogante de ses congénères. Présentée sur la scène d’un théâtre ayant pignon sur rue, cette pièce suscite un mouvement d’opinion sans précédent. Les spectateurs indignés perturbent régulièrement le déroulement du spectacle en protestant. Le Mafdal (alors parti nationaliste religieux) demande la censure d’un chant qui, à ses yeux, diffame la Bible. Le gouvernement menace de suspendre l’aide financière qu’il dispense au théâtre. La pièce elle-même suscite des commentaires peu amènes tels que Cet amalgame de dialogues et de chansonnettes dégénérés ne fait que saupoudrer du sel sur nos plaies béantes commente le Dr Haim Gamzu. De son côté, Uri Porat affirme : Ce théâtre dépotoir fait de nous des meurtriers abjects, citoyens âpres au gain d’un état militariste. Quant à Reuven Yanai il ajoute La scène où le reporter venu interroger une jeune veuve dont le mari est tombé à la guerre finit par lui faire l’amour relève d’un esprit infirme, c’est une injure malveillante à l’égard des milliers de parents ayant perdu leurs proches. En dépit de la résistance de Levin, la direction du théâtre succombe aux pressions et retire le spectacle de l’affiche après 19 représentations.

#### Succès marquants
La première comédie artistique de Levin intitulée Salomon Grip est créée en mai 1969 à l’Open Theater sous la direction de Hillel Ne'eman. Sa réelle consécration vient en 1972 avec Hefez qui connait un succès auprès d’un large public. D’abord produite sur les scènes des Cameri Theater et Habima, elle est ensuite montée sur la scène du théâtre de Haïfa sous la direction de Oded Kotler. En décembre 1972 Levin assure pour la première fois lui-même la mise en scène de Yaacobi et Leidental au Cameri Theater. Dans les années 1970, Hanoch Levin écrit et met en scène de nombreuses pièces qui seront, pour la plupart, créées aux théâtres de Haïfa ou au Cameri Theater (voir bibliographie ci-dessous). Durant cette période, il écrira aussi pour le cinéma avec Floch mis en scène par Danny Wolman en 1972, et Fantaisie sur un thème romantique mis en scène par Vitek Tracz en 1977. Les deux films sont acclamés par la critique mais pas par le public.
En 1981, l’avènement de la pièce Les Souffrances de Job est à l’origine d’une nouvelle tempête. Une scène suscite l’indignation. Job, incarné par Yosef Carmon (en), y est empalé sur un pieu par les soldats de César puis il est vendu agonisant à un cirque de sorte que ses derniers spasmes attirent la foule curieuse. Miriam Taaseh-Glazer, à ce moment adjointe au ministre de l’éducation et de la culture fait une interpellation remarquée à la Knesset où elle déclare l’état n’a pas à subventionner un théâtre où un homme nu est suspendu dix minutes les parties intimes à l’air. Comme l’évoque le titre, la production suivante de Levin La grande pute de Babylone (1982) ne fait pas davantage dans la dentelle. Même ses plus fidèles amis et acteurs du Cameri Theater, Yossi Yadin en tête, s’opposent à leur maître. À la suite de quoi l’œuvre sera amputée de vingt minutes.
Levin revient au thème politique avec Le Patriote, une pièce créée en octobre 1982 au théâtre Neve Zedek (en) dirigé par Oded Kotler. Encore une fois, une scène suscite controverse. Il s’agit d’un citoyen israélien qui demande à émigrer aux États-Unis. En guise d’épreuve, le consul américain lui demande de cracher sur sa mère, de donner des coups de pied à la figure d’un jeune arabe et enfin d’insulter Dieu. Oded Kotler décide de passer outre à la censure complète de la pièce par le très officiel concile pour la critique (Council for Film and Drama Criticism). Yitzhak Zamir (en), représentant légal du gouvernement, recommande alors l’inculpation de la direction du théâtre pour transgression de la censure. Après que la pièce fut purgée des passages les plus litigieux, le théâtre fut autorisé à reprendre les représentations.
Pendant les années 1980, la critique reprocha à Levin de se répéter, notamment dans Yakich et Poupatchee ainsi que dans Hamitlabet. Par contre ses œuvres tardives telles L’enfant rêve, Ceux qui marchent dans l’obscurité (Habima 1998), Requiem, sont largement acclamées.

#### Un extrait choisi
La nature tortueuse du propos de Levin le rend parfois difficilement accessible au plus grand nombre. L’exemple qui suit est extrait de Shitz, une pièce musicale écrite en 1975 mais qui ne fut produite au Cameri Theatre qu’en 1989. Cette pièce retrace le parcours d’un arriviste, Tcharkès. En voici un extrait. Shpratzi, l’égérie de Tcharkès, chante sa passion pour les frites Ah si seulement je le pouvais, je me marierais avec un cornet de frites… Tcharkès, à son tour s'interroge : 

« Et moi, que ferais-je ?, je ne suis pas très exigeant. Non, pas très. Mes attentes sont mesurées autant que mes désirs : Shpratzi, une paire de camions et 50 % de la maison Shufeldozer. Il n’y a pas de raisons. À petites envies, petites désillusions. De là une petite nausée. Et voilà, j'ai bien cette petite nausée, mais je ne vomis pas pour autant. Non ? Si je vomissais déjà, que me resterait-il pour plus tard ?[source insuffisante] »

La perspective des épousailles avec Shpratzi apparaît comme un arrangement purement financier. À la faveur de la guerre de 1973, la maison Shufeldozer va formidablement prospérer. Jusqu'au jour où, appelé à son tour au front, Tcharkès trouvera la mort. La dénonciation de la guerre et son mépris pour le besoin d’avoir au détriment de celui d’être figurent en bonne place dans les leitmotivs du combat artistique de Levin.

#### Activités non théâtrales
Bien que le théâtre soit son activité principale, Levin s’exprime aussi sous d’autres formes : en tant que parolier, auteur littéraire (prose et vers), auteur de cinéma et pour la télévision.

### Vie privée et œuvres posthumes
Hanokh Levin se marie deux fois, avec Naava Koresh d’abord et avec Edna Koren ensuite. Lilian Baretto est sa compagne dans les dernières années de sa vie. Il a quatre enfants.

Levin est avare en interviews. C’est à Michael Handelsalz de la Radio de l'armée de défense d'Israël qu’il réserve une de ses rares interviews au début de sa carrière. La question qui lui est posée est « Pourquoi écrivez-vous pour le théâtre ? » Réponse de Levin : 

« Mon avis est que le théâtre est plus séduisant. Plus interpellant parce que vous voyez les choses se passer devant vous. C’est plus palpitant. Je ne sais pas pourquoi… vous revoyez le monde mis en forme sur scène. Je ne peux pas dire que mon message y trouve une autre qualité. Ni s’il y est meilleur ou pire, mais en tous cas, pour moi, c’est plus motivant de travailler sur des textes qui seront produits sur scène. »

Hanokh Levin meurt d’un cancer des os en 1999 à 55 ans alors qu’il continuait à travailler depuis son lit d’hôpital, quasi jusqu’à son dernier jour. Il ne voit donc pas la production de sa dernière pièce The Crybabies (Les Pleurnicheuses). La mort de Levin suscite un regain d’intérêt pour les productions de ses débuts. Ainsi le théâtre israélien Habima met plusieurs pièces de Levin à l’affiche. Une adaptation de la satire politique Toi, moi et la prochaine guerre est régulièrement reprise depuis 2004 et ceci avec les acteurs originaux et Bart Berman au piano.
En 2000 le musicien Dudi Levi sort un album CD nommé Hanoch Levin Project comprenant onze chansons dont les paroles ont été écrites par Levin.

## Aperçu de l'œuvre et réception
L'œuvre dramatique de Levin se compose de 52 pièces. 32 d’entre elles sont montées de son vivant. Ce sont des cabarets satiriques, des comédies et des tragédies, qu’il dirige souvent lui-même. Un fil conducteur impertinent relie chacune de ces formes théâtrales qu’il traite toujours de façon atypique, en fonction des thèmes et des personnages.
- Les cabarets satiriques

Violentes satires politiques du début de sa carrière, elles constituent une résistance frontale de Levin contre la réalité politique qui prévaut en Israël au moment de leur création. Ces satires de cabaret sont composées d’une série de sketches entrecoupés de chansons.
- Les comédies

Pièces centrées sur des individus, des familles, des amis ou des voisins qui sont représentatifs d’un microcosme de la société israélienne, leur espace dramatique se limite à la maison ou, tout au plus, au quartier. La ville et le pays sont en dehors du champ. Dans ce groupe des comédies, Nurit Yaari identifie trois sous-catégories : les amours et le mariage, la famille et le voisinage.
- Les tragédies

Cette partie philosophique et mythique de l’œuvre de Levin est basée sur des mythes anciens et des textes bibliques. Ces pièces ont un caractère très différent du point de vue de l'intrigue et de la structure. Mais comme leurs titres Agonies et humiliations endurées par les gens et Futilité de la souffrance humaine le laissent entrevoir, elles tournent toutes autour du thème récurrent de la dégradation et de la mort.
Résident du théâtre municipal Caméri à Tel-Aviv pendant de nombreuses années, Levin crée aussi de nombreuses pièces au théâtre Habima, le théâtre national d'Israël. Il reçoit de nombreuses récompenses en Israël et à l'étranger (dont le festival d'Édimbourg) et ses pièces, qui traitent de la tristesse de la vie et de la bassesse de l'humanité, sont mises en scène dans de nombreux festivals autour du monde.
Levin a été comparé à Jonathan Swift pour cet aspect de son œuvre. Il dénonce la bassesse humaine de façon tranchante. Qu’il soit oppresseur ou opprimé, aucun personnage n'est épargné. Dans sa vision du monde, le bonheur est absurde. Pour lui, la nature humaine est exclusivement déterminée par ses besoins physiologiques, sans autre perspective. Quelle que soit la forme théâtrale, Levin met crûment son public face à ce qu’il considère comme étant l'absurdité essentielle de l'existence humaine.

Levin a été toléré par l’establishment politique et religieux, et transcendé par son équipe. Comme le cite L. Cazaux, 

« Ce qu'il y a d'assez remarquable dans le parcours de Levin, c'est qu'il a réussi à toucher ses compatriotes à l'endroit le plus dérangeant. »

Son parcours, même s’il fut empreint d’épisodes de censure (plus morale que politique) témoigne d’une puissante liberté d’expression. Cette liberté est « globale » dans le sens où personne n’échappe à son jugement acéré. Il n’épargne pas plus ses spectateurs, de quelque bord qu’ils soient : politiques, militaires, religieux, traditionalistes et autres tenants des archétypes de la société israélienne. Tout ceci serait presque anodin si la liberté prise par Levin l’eût été ailleurs que dans un des États les plus sécuritaires au monde. Son audace a fortement dérangé l’establishment israélien sans que celui-ci — fort de sa puissance — n’aille jamais jusqu’à le contraindre au silence. Qui plus est, la majorité de ses pièces ont été jouées dans des théâtres subventionnés par l’État israélien.
Levin dirigea lui-même 21 de ses pièces — jamais celles des autres — souvent avec les mêmes comédiens, la même équipe de scénographes, costumiers, éclairagistes, musiciens et chorégraphes. Avec eux, il inventa un langage théâtral qui ne ressemble à aucun autre. Ce langage est un feu d’artifice de mots et d’images scéniques, expression d’un grand amour du théâtre et de tous ceux qui y participent.

## Œuvre
Les Éditions théâtrales ont publié :
- Théâtre choisi
  - 1 - Comédies : Yaacobi et Leidental, Kroum l'ectoplasme, Une laborieuse entreprise (2001)
  - 2 - Pièces mythologiques : Les Souffrances de Job, L'enfant rêve, Ceux qui marchent dans l'obscurité (2001)
  - 3 - Pièces politiques : Shitz, Les Femmes de Troie, Meurtre, La Reine de la salle de bains (2004)
  - 4 - Comédies grinçantes : Le Soldat ventre-creux, Funérailles d'hiver, Sur les valises (2006)
  - 5 - Comédies crues : Tout le monde veut vivre, Yakich et Poupatchée, La Putain de l'Ohio (2008)
  - 6 - Pièces mortelles : Vie et mort de H, Requiem, Les Pleurnicheurs (2011)
  - 7 - Tragédies sanglantes : L'Empereur, Fantasmagories, Mise à mort (2018)
- Que d'espoir ! Cabaret (2007)
- Douce vengeance Cabaret (2009)
- Les insatiables (2009)

### Créations en langue française
La première reconnaissance de Levin en langue française est marquée par la création des pièces suivantes :
- Marchands de caoutchouc, m.e.s. de Jacques Nichet (CDN de Montpellier, 1993 – Théâtre Hébertot Paris, 1994). (La pièce sera reprise en 2009 sous le titre Les Insatiables, dans une m.e.s. de Guila Braoudé au Studio des Champs-Élysées, Paris)
- Yaacobi et Leidental, m.e.s. de Michel Didym (Mousson d’été, 1997 – Festival d’Avignon, 2000)

Dès la publication des traductions de ses pièces à partir de 2001, par les éditions Théâtrales / Maison Antoine Vitez, les créations de Levin vont se multiplier sur les scènes françaises, tant par des troupes amateurs, des compagnies indépendantes que par des théâtres nationaux.
Parmi les plus marquantes, on peut noter :
- Kroum l’ectoplasme, m.e.s. de François Rancillac (CDN de Saint-Étienne, 2003)
- L’Enfant rêve, m.e.s. de Stéphane Braunschweig (Théâtre national de Strasbourg, 2006 – Théâtre national de la Colline, 2007)
- Kroum, m.e.s. de Krzystof Warlikovski (Festival d’Avignon, 2005 – Théâtre de l’Europe, 2007)
- Douce vengeance, m.e.s. de Galin Stoev (Comédie-Française, 2008)
- Shitz, m.e.s. Cécile Backès (La Pépinière Théâtre, 2008)
- Les Souffrances de Job, m.e.s. de Laurent Brethome (Théâtre de Villefranche, 2009 – Théâtre de l’Europe, 2010)
- Yaacobi et Leidental, m.e.s. de Frédéric Bélier-Garcia (CDN Angers, 2009 – Théâtre du Rond-Point, 2010)
- Funérailles d’hiver, m.e.s. Laurent Pelly (Théâtre national de Toulouse, Théâtre du Rond-Point, Paris, 2009)
- Yakich et Poupatchée, m.e.s. de Frédéric Bélier-Garcia (CDN Angers, 2010, CDN de Montreuil, 2011)
- La Putain de l'Ohio, m.e.s. de Laurent Gutmann (Théâtre de l'Aquarium, 2012)
- Tout le monde veut vivre, m.e.s. de Olivier Dumas (Théâtre du Jour à Ducourneau, Agen, 21/03/2019)

Ci-dessous la liste des pièces originales recensées à ce jour. Les pièces pour lesquelles une date de première création en langue originale a été trouvée sont classées chronologiquement, les autres sont classées par ordre alphabétique. La liste reprend le titre français généralement admis lorsque celui-ci fait l’objet de références connues et les titres anglais dans le cas contraire. Des variations de titres français peuvent apparaître en fonction des traductions depuis l’hébreu.

### Pièces jouées en Israël
- Toi, moi et la prochaine guerre (Bar-Barim, 1968)
- Salomon Grip (Open Theatre, 1969)
- Ketchup (Cabaret Satirique de Tel Aviv, 1969)
- La Reine de la salle de bains (Caméri, 1970)
- Hefetz (Haïfa, 1972)
- Yaacobi et Leidental (Caméri, 1972)
- La jeunesse de Varda'le (Caméri, 1974)
- Kroum l'ectoplasme (Haïfa, 1975)
- Popper (1976)
- Les marchands de caoutchouc - Les solitaires (Caméri, 1978)
- Funérailles d'hiver (Habima, 1978)
- Battu et défait (Caméri, 1979)
- Les souffrances de Job (Caméri, 1981)
- Yakich & Poupatchée (Caméri, 1982)
- La grande prostituée de Babylone (Caméri, 1982)
- Sur les valises (Caméri, 1983)
- Les Femmes de Troie (Caméri, 1984)
- Tout le monde veut vivre (Caméri, 1985)
- Battu et défait (Caméri, 1988)
- Schitz (Caméri, 1989)
- Une laborieuse entreprise (Habima, 1989)
- Le Gigolo du Congo (Tzavta, 1989)
- L’indécis (Caméri, 1990)
- Hops & Hopla (Caméri, 1991)
- Le Patriote (1992)
- L'enfant rêve (Habima, 1993)
- La merveilleuse femme à l'intérieur de nous (Khan, 1994)
- Agape (Caméri, 1995)
- Bouche ouverte (Caméri, 1995)
- Décapitation (Habima, 1996)
- La putain de l'Ohio (Caméri, 1997)
- Ceux qui marchent dans l'obscurité (Habima, 1998)
- Meurtre (Habima, 1998)
- Requiem (1998)
- Obsèques (Caméri, 1999)

### Autres pièces
- All the Boys
- And a Kiss for the Aunt
- Anxious and Frightened
- The Caretakers
- The Conqueror
- Dedicated Servant for a Strict Mistress
- The Dreamer
- Elmo and Ruth
- Embarrassed
- The Emperor
- Emperor Gook
- To Hold On and Never Let Go
- Kludog the Miserable King
- The Man with the Knife in the Middle
- Move my Heart
- Must Be Punished
- The Perpetual Mourner
- Rape Trial
- Redemption
- Shozes & Bjijina
- Singles
- Spasm and Twist
- Repose
- Romantics

### Littérature
- L'Inadmissible Éternel et le bien-aimé (Hakibbutz Hameuchad, 1986)
- De quoi l'oiseau s'inquiète-t-il ? (Hakibbutz Hameuchad, 1987)
- Un homme se tient derrière une femme assise (Hakibbutz Hameuchad, 1992)
- La Vie des morts, poèmes (Hakibbutz Hameuchad, 1992)
- The Happy, Cheerful Cock, literature enfantine
- Le Voyage de l’oncle Max, littérature enfantine (University Publishing Projects, 1982)

### Cinéma
- Floch (Danny Wolman, 1972)
- Fantasy on a Romantic Theme (Vitek Tracz,1977)

### Télévision
- How We Played
- Pranks of Chupak and Afchuk

### Paroles de chansons
- « The Balad of Mr. Almost and Mrs. Already » (Ballade pour monsieur presque et madame déjà) enregistrée en 1980 sur l’album « Covered And Discovered » par Yehudit Ravitz
- « What Does the Bird Care ? » (De quoi l’oiseau se soucie-t-il ?) ) et « Not Enough Room for Two on the Electric Pole » (Pas assez de place pour deux sur le pylone électrique) enregistrées par le groupe de reggae Aharit Hayamim
- « I live Day by Day » (Je vis au jour le jour) enregistrée en 1988 sur l’album « Days of Innocence » par la chanteuse de charme d’origine Iranienne Rita Kleinstein
- « London » enregistrée en 1989 par Chava Alberstein (disque de platine)